# Clã Durie
O Clã Durie é um clã escocês da região das Terras Baixas, Escócia.
O atual chefe é Andrew Durie de Durie.

## Origem do nome
Ao filho mais novo do Conde de Strathearn foi-lhe concedido terras na região de Durie (do gaélico para corrente negra ou pequena) e tomou o nome; outra hipótese é derivar do francês "Du Roi".